# Glafira
Glafira (Glaphyra; 35 a.C. – 7) fu una principessa anatolica, imparentata con la dinastia erodiana, poi Regina di Mauretania, infine moglie di Erode Archelao.

## Biografia

### Origini
Glafira nacque in Cappadocia nel 35 a.C. circa e lì crebbe; vantò ascendenze greche, armene e persiane.
Un suo antenato era Archelao, il braccio destro del re Mitridate VI del Ponto, che probabilmente ne sposò una figlia. Suo figlio era Archelao, che nel 63 a.C. fu nominato gran sacerdote di Comana (Cappadocia) da Gneo Pompeo Magno e che, nel 56-55, fu re d'Egitto in quanto marito di Berenice IV. La terza generazione fu quella di Archelao, alleato dei Romani e gran sacerdote di Comana fino al 47 a.C., quando Gaio Giulio Cesare abolì questo regno a seguito di una riorganizzazione dei territori vassalli di Roma; questo Archelao sposò la famosa etera Glafira. La coppia ebbe un figlio, nato col nome di Sisinna ma meglio noto come Archelao di Cappadocia, in quanto nel 36 a.C. Marco Antonio lo nominò re di Cappadocia in sostituzione di Ariarate X di Cappadocia, alleato dei Parti. Questo Archelao ebbe Glafira e Archelao di Cilicia da una principessa armena di nome ignoto, prima moglie di Archelao, morta prima dell'8 a.C.; potrebbe essere stata una figlia del re Artavaside II di Armenia, figlio di Tigrane II il Grande e di Cleopatra d'Armenia, figlia di Mitridate VI; in tal caso i genitori di Glafira potrebbero essere stati imparentati. Glafira ebbe anche una sorellastra, Antonia Trifena.
Nel 25 a.C., Augusto concesse ad Archelao altri territori da governare, incluso il porto di Elaiussa Sebaste, che Archelao ribattezzò in onore di Augusto. La famiglia reale si stabilì nella nuova capitale, dove Archelao fece costruire una residenza reale e un palazzo sull'isola nella baia. Glafira ebbe il titolo di "figlia del re", indicante la sua importante discendenza. Era una donna attraente e dinamica, affascinante e desiderata.

### Matrimonio con Alessandro
Augusto favoriva i matrimoni tra le dinastie regali vassalle dell'Impero romano. Erode il Grande prediligeva i matrimoni all'interno della sua famiglia, ma per suo figlio Alessandro, avuto dalla principessa asmonea Mariamne, volle un matrimonio con una principessa straniera, e dunque negoziò un'alleanza matrimoniale con Archelao.
Pertanto, nel 18 o 17 a.C. Glafira sposò Alessandro alla corte di Erode, a Gerusalemme; in tale occasione divenne ebrea e si convertì al giudaismo, anche se non è fatta menzione della conversione nelle narrazioni di questo matrimonio. Archelao fornì alla figlia una dote, che successivamente Erode le restituì. L'unione di Alessandro e Glafira è descritta come felice; i due ebbero tre figli, due maschi – Alessandro e Tigrane V – e una figlia dal nome sconosciuto. I nomi scelti da Alessandro e Glafira per i propri figli rifletterono la loro discendenza reale e il loro retroterra culturale.
Alla corte di Gerusalemme, Glafira si fece molti nemici a causa del suo rimarcare la propria nobiltà: sottolineava infatti il suo discendere in linea paterna dai sovrani macedoni e in linea materna dai re dell'Impero achemenide, e in questo modo tacciava di natali poco nobili Salome (la sorella di Erode) e le mogli di Erode, che le divennero nemiche. Mostrava indignazione nei confronti di Berenice, figlia di Salome e moglie di Aristobulo (fratello di Alessandro), tanto che lo stesso Aristobulo descriveva la propria moglie come una donna del popolo; a sua volta Salome mise in giro la voce che Erode fosse innamorato di Glafira, cosa che fece infuriare Alessandro e rovinò i rapporti col padre.
Erode divenne sempre più sospettoso dei due figli asmonei, Alessandro e Aristobulo, tanto che, col permesso di Augusto, li fece mettere a morte nel 7 a.C. In tale occasione, Erode mise in dubbio la lealtà di Glafira verso di lui, e decise di rimandarla in Cappadocia, pur mantenendo la custodia dei figli. Questo evento, però, non ruppe le relazioni amichevoli tra i due regni.

### Matrimonio con Giuba II

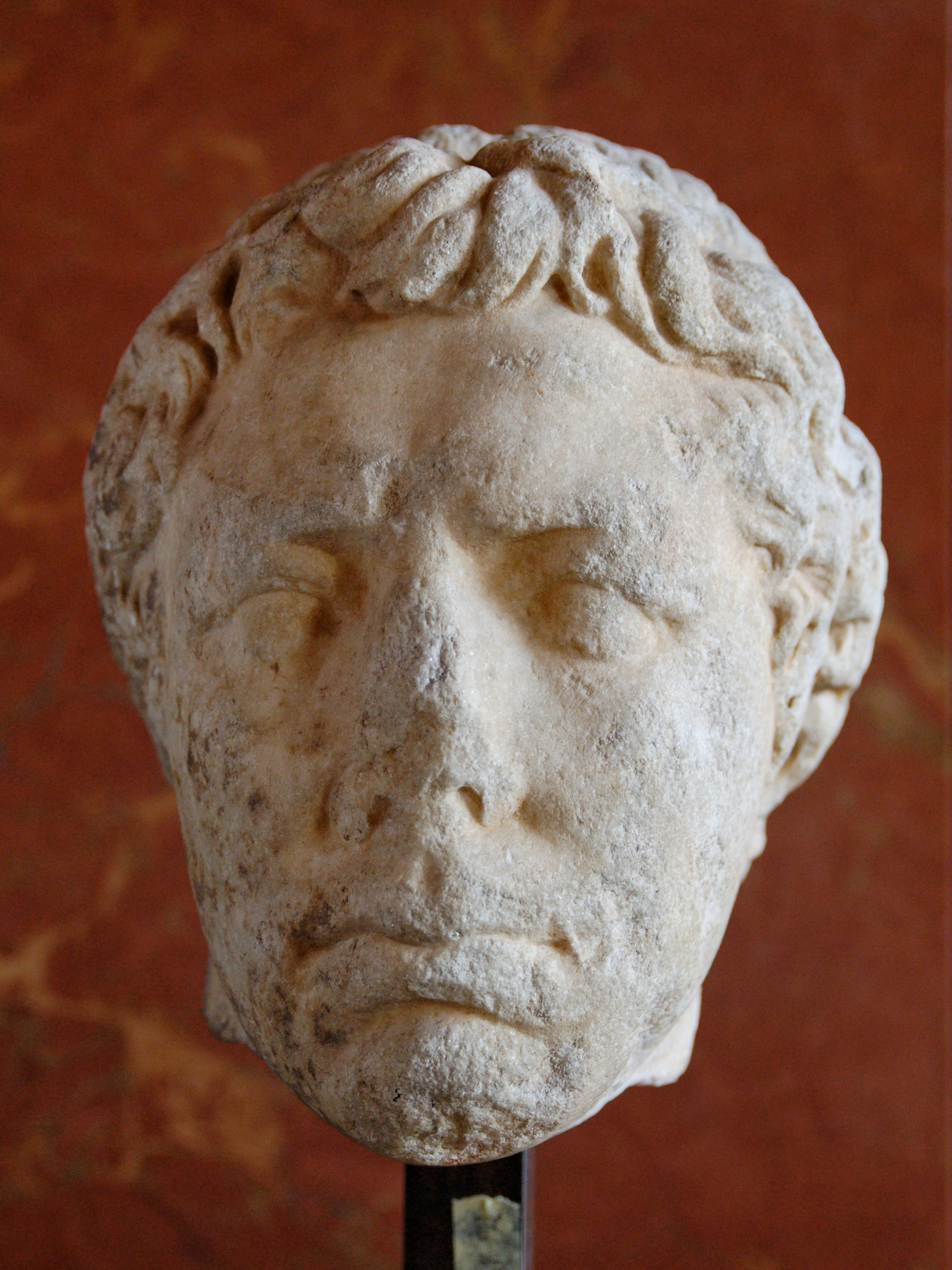
Ritratto di re Giuba II di Mauretania, secondo marito di Glafira

Erode morì nel 4 a.C. a Gerico; i figli di Glafira raggiunsero allora la madre in Cappadocia, rinunciarono al giudaismo e abbracciarono la cultura greca dei loro avi, inclusa la religione, ma malgrado ciò mantennero i legami con la corte erodiana.
Tra il 2 a.C. e il 2 d.C., il re Giuba II di Mauretania, vassallo dei Romani, fece il giro del Mediterraneo orientale con Gaio Cesare, nipote di Augusto; durante il viaggio, incontrò Glafira e se ne innamorò, sposandola prima del 6. La precedente moglie di Giuba II, Cleopatra Selene II, era probabilmente già morta; sebbene esistano alcune monete di Cleopatra datate al 17, è improbabile che un sovrano romanizzato come Giuba II fosse poligamo, anche se suo padre lo era stato.
Glafira divenne dunque Regina di Mauretania, ma il suo matrimonio con Giuba II fu probabilmente breve, tanto che non esistono iscrizioni africane in suo onore; un'iscrizione a lei dedicata è stata però ritrovata ad Atene:
(Millar, p. 355.)

### Matrimonio con Erode Archelao
Mentre era sposata a Giuba, Glafira conobbe Erode Archelao, fratellastro del suo primo marito e ora etnarca di Samaria, Giudea e Idumea per volontà dei Romani. Si innamorarono e decisero di sposarsi; a tale scopo, Glafira dovette divorziare da Giuba ed Erode dalla sua prima moglie, la cugina Mariamne. Dopo il loro matrimonio, avvenuto prima del 6, entrava in contrasto con le leggi ebraiche, in quanto Glafira era moglie del fratello di Archelao e aveva avuto figli dal primo matrimonio; ciò causò uno scandalo religioso in Giudea.
Poco dopo le nozze, Glafira avrebbe sognato il primo marito rimproverarla per non esserle stata fedele, sposando suo cognato, e dicendole che non l'avrebbe reclamata come sua. Glafira confidò il sogno alle persone a lei vicine, e dopo due giorni morì.